# Profi Engineering Systems
Die PROFI Engineering Systems AG (Profi AG) ist ein deutsches IT-Unternehmen mit Hauptsitz in Darmstadt, Hessen.

## Unternehmen
Die Profi AG ist ein 1984 gegründeter mittelständischer und inhabergeführter IT-Dienstleister mit  Hauptsitz in Darmstadt, der Dienstleistungen bei der digitalen Transformation von Unternehmen anbietet. Dazu gehören die Digitalisierung aller Geschäftsabläufe und Unternehmensbereiche im Kontext von bimodaler IT (traditionelle und agile IT-Prozesse), Industrie 4.0, Security, Cloud Computing, Big Data, mobilen Lösungen, Social Media und SAP. Für Kunden übernimmt die Profi Projektmanagement und Implementierung, einschließlich des Betriebs der Systeme und Plattformen. Die Profi beschäftigt rund 300 Mitarbeiterinnen und Mitarbeiter an 12 Standorten in Deutschland. 

## Leistungen
- IT-Projekte: Anwendungsmodernisierung -PROplain-, individuelle Software-Entwicklung, Beratung und Projektmanagement, methodische Vorgehensweisen, digitale Geschäftsprozessoptimierung
- Software-Anwendungen: Baugenehmigungsverfahren (BGV), PROinfra -SW-seitiges Instandhaltungsmanagement für bauliche Infrastrukturen-
- Fokusthemen: Managed Service Solutions, Agile Software-Entwicklung, Predictive Analytics, Testautomatisierung, DevOps, VDI & Digital Workplace, SAP HANA, Business Continuity, Netzwerk & Security, SDDC & Agile Plattformen, Speicherlösungen und Server-Lösungen

## Kunden
- Mittelstand, Konzerne, Öffentlicher Dienst
- Fokusbranchen: Gesundheitswesen, Public, Media & Broadcast

## Geschichte
Die 1984 von Udo Hamm gegründete Ein-Mann-Firma vertreibt in Darmstadt zunächst als GbR, später als GmbH eine eigene CAE-Software mit der zugehörigen Hardware und den Dienstleistungen. Durch die Konzentration auf IBM Systeme wird Profi im Jahr 1986 IBM Geschäftspartner und entwickelt sich hin zum Unix-Spezialisten rund um IBM RS/6000 Systeme.
Seit Juni 2000 firmiert das Unternehmen als Aktiengesellschaft und Udo Hamm wird Vorstandsvorsitzender der PROFI Engineering Systems AG. Zwischenzeitlich wurde das Unternehmen von der m+s Elektronik AG aufgekauft, nach deren Insolvenz aber wieder durch einen Buyout selbstständig.
2009 wurde Lutz Hohmann, verantwortlich für die Bereiche Finanz und Personal, in den Vorstand gewählt.
2015 übernimmt Udo Hamm den Vorsitz im Aufsichtsrat. Manfred Lackner wird zum Vorstandsvorsitzenden bestellt.
2017 werden Stefan Langhirt (Vertrieb und Business Operations) und Matthias Kohlhardt (Dienstleistungsgeschäft) in den Vorstand berufen.
2020 scheiden Stefan Langhirt und Matthias Kohlhardt aus dem Vorstand  aus.
2022 Lutz Hohmann wird alleiniger Vorstand.
2023 Piotr Staczek wird in den Vorstand berufen.